# 北京话
北京话，属于漢語官話北京官话的京师片（亦稱幽燕片京承小片），是指北京市区的使用的方言，而不包括部分北京郊县的方言。方言特征为有明顯的兒化尾音，词语中间存在吞音。有人把北京话的正宗语音称为“京片子”、「京腔」。
非官话区的人士经常将北京话与北京官话乃至现代标准汉语等同起来，甚至出現將其他近似普通話地區的方言等同於「北京腔」。然而就語言分類上，北京市轄境內的语言，与河北承德市、辽宁朝阳市等地的方言都屬於北京官話。就北京話而言，方言範圍多集中於北京中心市區，部份北京郊區縣以及一些鄉鎮的方言与北京话有一定區分（例如平谷区的平谷話、延庆区的延庆话等）。

## 歷史
大約在遼朝開始形成今日北京話，明朝後期使用的北京話，據語言學家林燾的《北京官話溯源》一文中指出，已與今日北京話相差不遠。且明朝萬曆年間北京人徐溫所著的《重訂司馬溫公等韻圖經》中，沒有收錄入聲，但新增了兒化音，可見當時北京官話中，入聲已經消失、兒化音已經出現。清兵入關後，驅離紫禁城周圍十里的漢人，由滿人居住，形成內城與外城。在清朝初年，內城使用滿語，而外城仍然使用明朝末年北京官話。
北京官话則是直到清代中叶以后才逐渐取代原本江淮方言系的南京官话，成为中國官方的標準語。清末編審國語及民國確定新國音以後，北京官話正式成爲中國官方的標準語。

### 尖團合流
北京話的團音顎化始於十八世紀中葉，而尖團合流的完成則大致在十九世紀前半，例如「箭」「劍」同音。

## 與现代标准汉语的區別
現代標準漢語（普通话／國語／華語）以北方方言为基础，以北京音为基准音，也因此「現代標準漢語」会被非官话区的人士俗稱為「北京話」。不過实际上北京話跟普通話存在差别，而它的一些特點使得不少外地人往往在初来乍到北京时听不清楚或者是听不明白。
北京話與普通話的區別有：
- 北京話中存在豐富的方言詞，一如其他官话方言。而普通話作为通用语，北京方言詞通常並非其中的慣用詞彙。
  - 有些很容易理解，如「打這兒」（從這裡起）、「放話」（公佈消息）、「末了兒」（最後）、等。
  - 有些則不易理解，如「白齋」（可以是『白吃素齋』的簡稱，指白吃白喝，吃喝不付錢）、「跌份兒」（丟面子，尷尬的）、「解這兒」（從現在開始）、「棒槌」（門外漢）和「髮小兒」（從小一起長大的朋友）、「挨這兒」（在這裏）。
  - 北京話中「吃、餐、啃 /kʰən51/、開、捋 /ly214/、墊（或作填）補 /ti̯ɛn35 bu0-3/」六詞，實際的意思都是「吃」，在不同的场景有不同应用。
- 北京話在會話中用時有簡練時有繁複，適於狀況之區分。相聲演員侯寶林的《北京話》中車夫與顧客之間的一段有關討價還價的對話體現了簡練用詞這一點。同樣是侯寶林的相聲《戲劇與方言》中卻又出現了完全相反的情況。北京話的簡練與繁複建立與社會地位和親疏關係之上。
- 北京話者說話的音域高於說普通話的人的音域。陰平、陽平調更高，上聲的折調更加明顯，去聲的降調也更加強烈。但是這並不會造成溝通上的障礙，只是北京話音调上的一個明顯的特點。
- 北京話存在一些与普通話标准音不同的字音白讀。例如：「和」作「與、及」一意時，北京話讀 /xan51/，髮廊的髮讀作[fǎ]，亞洲的亞讀作[yǎ]，阜成門讀作[fǔ chéng mén]等。中華民國國語将一些北京话发音定为标准音[4]。

### 吞音
北京話中存在廣泛的吞音等語流音變的現象（原文稱音節聚變）。一些聲母、韻母的實際發音（尤其是在快速的語流中）與普通話有別。由于吞音，北京話的实际語速較普通話快，且會出現講話含混不清的情景。例如「中央電視台食堂的西紅柿炒鷄蛋不好吃」有吞音狀態下的聽感類似「裝墊兒台食昂的胸是炒鷄蛋報吃」。另外也有“不知道” /pu51 ʈ͡ʂɨ55 tao51/0-2/在北京話中變為 「不兒道」/puɻ55 tao51/、車公莊變為「充兒莊」、「王府井」變爲「王五井」等。

## 音系
現代標準漢語以北方話为基础，以“北京音”為標準音。中華人民共和國成立後，在中国大陆将之称作“普通話”，以说明其通行语的地位，而不是唯一的语言。關於北京方言的語音系統已在現代標準漢語一文中有所介紹，此處僅觸及北京話區別於普通話的幾個語音特徵。

### 兒化
北京話中使用兒化韻的頻率較高，一些基本詞彙如“今天、明天、後天”在北京話中為“今兒、明兒、後兒”，“出門”為“出門兒”，“花”為“花兒”，“小孩”為“小孩兒”，“公園”為“公園兒”，“事”為“事兒”，等等。
儿化作为汉语中形容“小可爱”事物时出现的一种语言现象，也与“轻声”有着相似的发展历程（有人则认为“儿化”即是“轻声”的一种）。只是“儿”字（中古時期其聲母爲鼻音韻母）在不同的方言中发展成为不同的语音，因而就有了不同的演化过程。如在宁波方言中它发展为 /ŋ/ 或 /n/，如“鸭”的白读/ɛ/，首先由鴨/aʔ/兒化變成/an/，其後進一步發生主元音高化與鼻音韻尾脫落最終成爲今天的樣子。兒化成鼻音韻尾的現象在北京話中也有。又如在山西某些（如平定）方言中，中古“儿”发展为某种边音[l]，但汉语中本没有这种韵尾，于是它就嵌入到了前字的音节中，如“豆儿”近似发作 /tloʊ/，形成所謂嵌l詞。
正因如此，北京話在兒化韻的應用方面有一定規範，根據表述物品（或行爲）的規模及規格、特定表述、以及嚴肅程度有所區分。例如「小門兒」、「走後門兒」、「給門兒帶上」、「宮保鷄丁兒」與「小曲兒」會使用兒化音，而「城門」、「門釘」、「隨手關門」、「丁憂」與「曲藝」則不使用兒化音。一般情況下人名與嚴肅表述不會出現兒化音，除卻調侃因素。例如「但丁的神曲」在調侃或幽默時(例如相聲）會使用兒化音變爲「但丁兒的神曲兒」。

### 輕聲
轻声现象在汉语各个方言中是普遍存在的，而如果从历史语言学及方言学的观点来观察，则可以从同时异地的方言中勾勒出一条轻声在汉语中发展的图景来：
(1) 两个正常音节 → (2) 正常音节 + 轻声音节 → (3) 一
北京话中的轻声现象只是其中的一个环节，有些方言中的轻声现象比北京話更加普遍. 。

## 用词特点
下列為北京話較常用的語詞：
- 倍兒：特別（副詞）

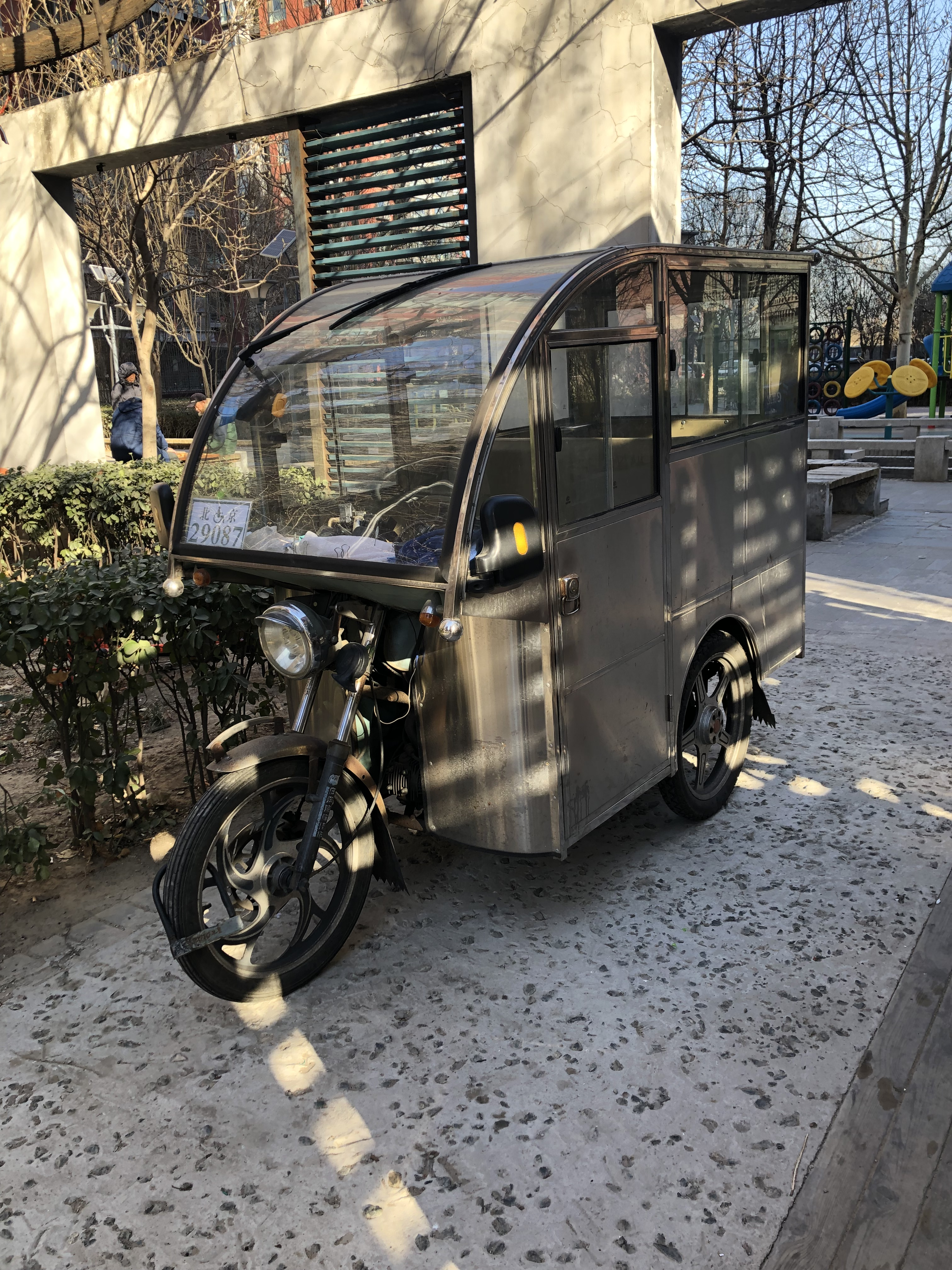
北京三蹦子2020

- 別介：別了、別這樣那樣；亦作「甭介」，但語氣不同：一個是請求，一個命令。
- 搓火：生氣、憋氣
- 顛兒了：撒腿跑了
- 甭：不用。
- 嚼穀：食物，泛指「生活必需品」
- 挑費：生活費用，與「嚼穀」近義
- 二把刀：技術不過關、不熟練；北京話與之相對的是「两把刷子」。
- 摳門兒：小氣、吝嗇
- 勞駕：烦劳、劳动、劳人
- 溜弯：散步
- 挨：方位動詞，如：“挨外面呆著去”
- 撒丫子：抬腿走开或奔跑，有时亦有“开溜”之意
- 㞞[註 1]：形容人怯懦不能干
- 消停：踏實、安靜
- 三蹦子：三轮摩托

下列为一些已逐渐少用的北京方言白讀音：
- 把小孩圈家里
- 淋湿了
- 流脓
- 侧歪着睡
- 乘客
- 搭载
- 陷进去了
- 在这儿
- 家雀儿：麻雀，也称老家贼
- 跛踉盖：膝盖（與東北方言的“波棱盖”一詞類似）
- 隔壁：邻居、街坊
- 出虹[12]：出彩虹
- ：摔破
- 老阳儿：太阳
- 蚂楞：蜻蜓